# Championnat des moins de 17 ans de la CONMEBOL 1999
Navigation
Paraguay 1997 Pérou 2001
Le Championnat des moins de 17 ans de la CONMEBOL 1999 est la huitième édition du Championnat des moins de 17 ans de la CONMEBOL qui a eu lieu en Uruguay du 6 au 21 mars 1999. Ce tournoi sert de qualification pour la Coupe du monde des moins de 17 ans, qui aura lieu en Nouvelle-Zélande durant l'été 1999 : les 3 premiers seront directement qualifiés pour la phase finale.
Double tenant du titre, le Brésil conserve son bien en s'imposant pour la 5e fois de son histoire. La grosse surprise vient de l'Argentine qui termine à la 4e place et ne peut donc pas se qualifier pour la Coupe du monde, où le Brésil sera accompagné du Paraguay malgré la gifle reçue face au Brésil en finale (5-0) et de l'Uruguay qui gagne à domicile le match qui compte face aux Argentins...

## Résultats
La confédération sud-américaine ne compte que 10 membres, il n'y a donc pas d'éliminatoires; toutes les sélections participent au premier tour, où elles sont réparties en 2 poules de 5 et s'y rencontrent une fois. À l'issue du premier tour, les 2 premiers de chaque poule se qualifient pour la phase finale, jouée en demi-finale et finale.

### Premier tour

#### Poule 1
- Matchs disputés à Maldonado

| Rang | Équipe    | Pts | J | G | N | P | Bp | Bc | Diff |  | Résultats (▼ dom., ► ext.) |  |     |     |     |     |
| ---- | --------- | --- | - | - | - | - | -- | -- | ---- |  | -------------------------- |  | --- | --- | --- | --- |
| 1    | Uruguay   | 10  | 4 | 3 | 1 | 0 | 10 | 2  | +8   |  | Uruguay                    |  | 0-0 | 2-0 | 3-0 | 5-2 |
| 2    | Argentine | 8   | 4 | 2 | 2 | 0 | 6  | 2  | +4   |  | Argentine                  |  |     | 2-2 | 2-0 | 2-0 |
| 3    | Équateur  | 5   | 4 | 1 | 2 | 1 | 7  | 4  | +3   |  | Équateur                   |  |     |     | 0-0 | 5-0 |
| 4    | Pérou     | 4   | 4 | 1 | 1 | 2 | 2  | 6  | -4   |  | Pérou                      |  |     |     |     | 2-1 |
| 5    | Venezuela | 0   | 4 | 0 | 0 | 4 | 3  | 14 | -11  |  | Venezuela                  |  |     |     |     |     |

#### Poule 2
- Matchs disputés à Rivera

| Rang | Équipe   | Pts | J | G | N | P | Bp | Bc | Diff |  | Résultats (▼ dom., ► ext.) |  |     |     |     |     |
| ---- | -------- | --- | - | - | - | - | -- | -- | ---- |  | -------------------------- |  | --- | --- | --- | --- |
| 1    | Brésil   | 10  | 4 | 3 | 1 | 0 | 9  | 5  | +4   |  | Brésil                     |  | 3-1 | 1-1 | 1-0 | 4-3 |
| 2    | Paraguay | 6   | 4 | 2 | 0 | 2 | 8  | 8  | 0    |  | Paraguay                   |  |     | 3-2 | 2-3 | 2-0 |
| 3    | Bolivie  | 4   | 4 | 1 | 1 | 2 | 5  | 6  | -1   |  | Bolivie                    |  |     |     | 1-0 | 1-2 |
| 4    | Chili    | 4   | 4 | 1 | 1 | 2 | 4  | 5  | -1   |  | Chili                      |  |     |     |     | 1-1 |
| 5    | Colombie | 4   | 4 | 1 | 1 | 2 | 6  | 8  | -2   |  | Colombie                   |  |     |     |     |     |

### Phase finale
|  | Demi-finales         | Demi-finales         |                        |   | Finale               | Finale               |
|  | Demi-finales         | Demi-finales         |                        |   | Finale               | Finale               |
|  |                      |                      |                        |   |                      |                      |
|  | 17 mars - Montevideo | 17 mars - Montevideo |                        |   | 20 mars - Montevideo | 20 mars - Montevideo |
|  | 17 mars - Montevideo | 17 mars - Montevideo |                        |   | 20 mars - Montevideo | 20 mars - Montevideo |
|  | Uruguay              | 0                    |                        |   | 20 mars - Montevideo | 20 mars - Montevideo |
|  | Uruguay              | 0                    |                        |   | 20 mars - Montevideo | 20 mars - Montevideo |
|  | Paraguay             | 2                    |                        |   | 20 mars - Montevideo | 20 mars - Montevideo |
|  | Paraguay             | 2                    | Paraguay               | 0 |                      |                      |
|  | 17 mars - Montevideo |                      | Paraguay               | 0 |                      |                      |
|  |                      | Brésil               | 5                      |   |                      |                      |
|  | Brésil               | Brésil               | 5                      | 3 |                      |                      |
|  | Brésil               |                      |                        | 3 |                      |                      |
|  | Argentine            | 2                    |                        |   |                      |                      |
|  | Argentine            | 2                    | Match pour la 3e place |   |                      |                      |
|  |                      |                      |                        |   |                      |                      |
|  | 20 mars - Montevideo |                      |                        |   |                      |                      |
|  |                      |                      |                        |   |                      |                      |
|  | Uruguay              | 4                    |                        |   |                      |                      |
|  | Uruguay              | 4                    |                        |   |                      |                      |
|  | Argentine            | 2                    |                        |   |                      |                      |
|  | Argentine            | 2                    |                        |   |                      |                      |

#### Demi-finales
| 17 mars 1999 | Uruguay | 0 - 2 | Paraguay | Montevideo |  |
|              |         |       |          |            |  |

| 17 mars 1999 | Brésil | 3 - 2 | Argentine | Montevideo |  |
|              |        |       |           |            |  |

#### Match pour la troisième place
| 20 mars 1999 | Uruguay | 4 - 2 | Argentine | Montevideo |  |
|              |         |       |           |            |  |

#### Finale
| 20 mars 1999 | Brésil | 5 - 0 | Paraguay | Montevideo |  |
|              |        |       |          |            |  |

### Équipes qualifiées pour la Coupe du monde
Les sélections qualifiées pour la prochaine Coupe du monde sont :
- Brésil
- Paraguay
- Uruguay

### Meilleurs buteurs
5 buts :
- Rodrigo de Souza Cardoso

4 buts :
- Alberto Cuero
- Tomás Guzmán
- Mario Leguizamón
- Leonardo Lima da Silva

## Sources et liens externes